# Gysbert Japiks
Gysbert Japiks, également Gysbert Japicx (1603-1666), né et décédé à Bolsward, en Frise, est un écrivain néerlandais d'expression frisonne.
Son nom et son prénom ont été orthographiés de différentes manières au cours des siècles ; c'est ainsi que l'on trouve les orthographes Gysbert Japicx, Gijsbert Japiks, voire Gijsbert Jacobs.
Poète, admirateur d'Horace et d'Ovide, il se fit le défenseur du frison, sa memmentael (langue maternelle), qu'il éleva au rang de langue littéraire. C'est l'écrivain frison le plus célèbre de la Renaissance.

## Biographie
Gysbert Japicx a vécu pratiquement toute sa vie à Boalsert (en néerlandais : Bolsward), où il exerça la profession de maître d'école après quelques années passées à Wytmarsum (Witmarsum en néerlandais).
Il entretenait des contacts avec des écrivains néerlandais et anglais. L'humaniste huguenot Franciscus Junius, également connu en français sous le nom de François du Jon et considéré comme le père de la philologie des langues germaniques, a séjourné pendant deux ans à Boalsert chez Japickx. Pendant ce séjour, Junius, qui était déjà polyglotte, étudia le frison afin d'approfondir sa compréhension de l'évolution comparée des langues germaniques.
Gysbert Japicx est mort de la peste dans sa ville natale en 1666, à l'âge de 63 ans.

## Œuvres
C'est en 1640, à l'âge de 37 ans, que Gysbert Japicx publie son livre le plus connu, Fryske Tsjerne (Tjerne le Frison).
L'on peut diviser ses œuvres en trois parties :
- Leafde en boartlike mingeldeunstjes (poèmes et contes populaires)
- Gemiene of hûsmanne petear (Conversation de l'homme ordinaire ou paysan) (dialogues et chants populaires)
- Himelsk harplûd (Son de harpe céleste) (traductions en frison de psaumes et de cantiques)

En 1667, un an après sa mort, son ami Simon Gabbema publie ses œuvres complètes sous le titre Fryske rymlarje. La correspondance de Japicx avec Simon Gabbema a également été publiée.
L'importance de Japicx réside dans le fait qu'il a été le premier auteur à utiliser le frison après la disparition de cette langue comme langue juridique et administrative vers 1580. Par son style, il est proche des écrivains néerlandais du XVIIe siècle. Il a jeté les bases de la langue écrite moderne telle qu'elle s'est développée au XIXe et au XXe siècle.

## Prix et distinctions
- Le prix Gysbert-Japicx

Depuis 1947, le gouvernement provincial frison décerne un important prix littéraire portant le nom du poète et récompensant une œuvre composée en frison.
- Célébration du quatrième centenaire de sa naissance

L'année 2003 a donné lieu à diverses commémorations à l'occasion du quatrième centenaire de la naissance de Gysbert Japicx, au nombre desquelles l'organisation d'une exposition sur Japicx, la publication de plusieurs ouvrages sur sa vie et son œuvre, la création d'un opéra rock et la sortie d'un CD reprenant ses compositions musicales.
- Une rue de Leeuwarden (Ljouwert en frison), la capitale de la Frise, porte son nom, et en 1997, le musée Gysbert-Japicx a été inauguré dans sa maison natale à Bolsward (Boalsert en frison).
- Une sculpture de Wilfried Put représentant le poète se trouve devant l'entrée du principal temple protestant de Boalsert.

## Traductions

### français
- Tjerne le Frison, traduit du frison et présenté par Henk Zwiers, collection L'aube des peuples, Gallimard, Paris 1994,  (ISBN 2070732320)

### néerlandais
- Gedichten, anthologie bilingue frison-néerlandais, traduit et annoté par Douwe Tamminga, Fryske Akademy, Ljouwert/Leeuwarden 1989
- Philippus Breuker (dir.), Gysbert Japicx: Een keuze uit zijn werk, anthologie trilingue moyen frison-frison moderne-néerlandais, traductions de Klaas Bruinsma, Jan Popkema, Douwe Tamminga et Altze Bosch, Fryske Akademy, Ljouwert/Leeuwarden 2003
- Bernard Smilde, Freude fan de wrâld. Wurden en wizen, anthologie poétique avec livret et cd, 2003